# Tamsweg (district)
Het politieke district Tamsweg is gelijk aan de Lungau, een van de vijf streken van de Oostenrijkse deelstaat Salzburg. De Lungau is een ongeveer duizend vierkante kilometer grote hoogvlakte in het zuidoosten van de deelstaat Salzburg, die geheel door hoge bergketens omringd wordt. Vanuit Salzburg is de Lungau alleen over de Radstädter Tauernpass of door de Tauerntunnel (A 10 - Tauernautobahn) bereikbaar.
Vanuit Karinthië is het district alleen over de Katschberg of door de Katschbergtunnel te bereiken.
Met ongeveer 1,3 miljoen overnachtingen op jaarbasis is de Lungau een populaire vakantiebestemming.

## Geschiedenis
Sinds de 2e eeuw voor Christus behoorde de Lungau bij het Keltische koninkrijk Noricum. In het jaar 15 v.Chr. werd de Lungau door de Romeinen bezet. In 50 n.Chr. werd het een Romeinse provincie. In de 8e eeuw stond de Lungau onder Beierse heerschappij.

In 1880 werd vastgesteld dat de Lungau de "armste" streek in de deelstaat Salzburg was, vanwege zijn geïsoleerde ligging. Pas door de bouw van de Tauernautobahn (1974-1976) begon de economie in de Lungau zich weer te ontwikkelen.

## Onderverdeling
Het district Tamsweg bestaat uit 15 gemeenten. Daaronder bevindt zich geen stad.
Steden
geen
Marktgemeinden
- Mauterndorf (1850)
  - Faningberg, Mauterndorf, Neuseß, Steindorf
- St. Michael im Lungau (3590)
  - Unterweißburg
- Tamsweg (5936)
  - Haiden, Keusching, Lasaberg, Mörtelsdorf, Sauerfeld, Seetal, Tamsweg, Wölting

Gemeinden
- Göriach (371)
- Lessach (575)
  - Lessach, Zoitzach
- Mariapfarr (2213)
  - Mariapfarr, Pichl, Zankwarn
- Muhr (631)
  - Hintermuhr, Schellgaden, Vordermuhr
- Ramingstein (1388)
  - Mignitz, Mitterberg, Ramingstein
- St. Andrä im Lungau (738)
- St. Margarethen im Lungau (771)
- Thomatal (341)
  - Bundschuh, Thomatal
- Tweng (310)
- Unternberg (984)
  - Illmitzen, Unternberg, Voidersdorf
- Weißpriach (335)
- Zederhaus (1250)
  - Lamm, Rothenwand, Wald, Zederhaus

(alle inwoneraantallen dateren van 15 mei 2001)